# RSC Anderlecht - Standard de Liège en football
Pour les articles homonymes, voir Classico.
Pour des articles plus généraux, voir Standard de Liège et RSC Anderlecht.
Les matchs Anderlecht - Standard ou Standard - Anderlecht selon l'équipe qui reçoit, sont le nom d'un Classico belge, le nom des rencontres de football opposant le Royal Sporting Club d'Anderlecht au Standard de Liège.
Le président d'Anderlecht Roger Vanden Stock remettra en cause cette appellation à l'occasion du déplacement des mauves à Liège fin janvier 2018, le Standard accusant en effet le coup en championnat.

## Historique
C'est lors de la saison 1919-1920 de Promotion qu'ont lieu les premières rencontres officielles entre deux futurs grands clubs de l'Histoire du football belge. Cette rivalité sportive est réellement née au milieu des années '50, les deux clubs trustant tous les trophées nationaux pendant une vingtaine de saisons : vingt titres de champion (14 pour Anderlecht, 6 pour le Standard), huit Coupes de Belgique (5 pour Anderlecht, 3 pour le Standard) et trois Coupes de la Ligue Pro (2 pour Anderlecht, 1 pour le Standard).
Depuis une vingtaine d'années[Quand ?], chaque opposition entre les deux clubs est appelée « Classique » ou « Classico » sur les modèles du Clásico espagnol entre le Real Madrid et le FC Barcelone, du Klassieker néerlandais entre l'Ajax Amsterdam et le Feyenoord Rotterdam, ou encore du Classique français opposant le Paris Saint-Germain à l'Olympique de Marseille.
Cette rencontre connaît une grande couverture médiatique nationale et constitue un sujet de débat pendant plusieurs journées avant et après le match, entre les supporters des deux clubs, que ce soit dans la rue ou les écoles, sur les réseaux sociaux ou même les lieux de travail.
Ces matchs ont souvent été marqués par des affrontements entre supporters, témoignant de l'importance de cette rivalité extra-sportive, en particulier entre groupes de hooligans des deux camps : le O-Side devenu BSC (Brussel Casual Service) côté mauve et le Hell-Side et WCF (Wallons Casual Firm) côté rouge. Né au tournant des années 1980 et 1990, cet antagonisme recouvre une rivalité culturelle et sociale : d'un côté, les « bourgeois » d'Anderlecht ; de l'autre, les « prolétaires » de Liège ; le RSCA représente la capitale, Bruxelles, tandis que le Standard représente la « Cité ardente » et ouvrière, Liège.
Durant les années '90 et le début des années 2000, c'était Anderlecht qui avait le dessus que ce soit à domicile comme à l'extérieur. Mais la tendance s'est inversée depuis 4 à 5 ans, ce qui a redonné de l'intérêt aux rencontres.

## Résultats (depuis 1919)
Mis à jour le 2 mars 2025

## Statistiques

Standard de Liège

RSC Anderlecht

### Général (depuis 1919)
Mis à jour le 11 mai 2018.
|                        | Matchs | Victoires d'Anderlecht | Partages * | Victoires du Standard | Buts pour Anderlecht | Buts pour le Standard |
| ---------------------- | ------ | ---------------------- | ---------- | --------------------- | -------------------- | --------------------- |
| Jupiler Pro League     | 188    | 80                     | 53         | 55                    | 301                  | 261                   |
| Coupe de Belgique      | 14     | 6                      | 3          | 5                     | 14                   | 11                    |
| Supercoupe de Belgique | 3      | 1                      | 1          | 1                     | 4                    | 3                     |
| Coupe de la Ligue Pro  | 4      | 2                      | 1          | 1                     | 5                    | 4                     |
| Division 2             | 4      | 1                      | 1          | 2                     | 3                    | 5                     |
| Total                  | 213    | 90                     | 59         | 64                    | 327                  | 284                   |

* Les matchs remportés aux tirs au but comptent comme un partage

### Palmarès
Mis à jour le 3 avril 2018.
| Compétition            | Standard de Liège | RSC Anderlecht |
| ---------------------- | ----------------- | -------------- |
| Jupiler Pro League     | 10                | 34             |
| Coupe de Belgique      | 8                 | 9              |
| Coupe de la Ligue Pro  | 1                 | 3              |
| Supercoupe de Belgique | 4                 | 13             |
| Division 2             | 2                 | 2              |
| Total                  | 24                | 61             |

## D'un club à l'autre ...
Malgré la rivalité entre rouches et mauves, 30 joueurs (au 21 juillet 2015) ont évolué dans les deux équipes au cours de leur carrière. Ils sont listés ci-dessous. 
Ils ne sont que quatre à avoir fait un double passage (parfois entrecoupé d'autres clubs) : Standard-Anderlecht-Standard pour Michel Renquin, Frédéric Pierre et Mémé Tchité tandis que Dieumerci Mbokani a lui fait l'inverse, c'est-à-dire Anderlecht-Standard-Anderlecht , . Jonathan Legear a aussi eu la trajectoire Standard-Anderlecht-Standard mais il n'avait jamais joué en équipe première du Standard avant de rejoindre Anderlecht.
Le gardien de but Jacky Munaron est l'Anderlechtois ayant disputé le plus de matches au Sporting (361) avant de passer plus tard au Standard alors que Jean Thissen a été le Standardman le plus utilisé chez les Rouches (233 matches) avant de rejoindre directement Anderlecht. Munaron est aussi le joueur totalisant le plus de rencontres pour les deux clubs (378 matches) devant Thissen (355 matches), Jelle Van Damme (351 matches) et Michel Renquin (307 matches).
| Nom                     | Poste     | RSCA      | RSCA | RSCA | Standard  | Standard | Standard |
| Nom                     | Poste     | Carrière  | Apps | Buts | Carrière  | Apps     | Buts     |
| ----------------------- | --------- | --------- | ---- | ---- | --------- | -------- | -------- |
| Johnny Dusbaba          | Défenseur | 1977-1981 | 117  | 1    | 1981-1982 | 16       | 0        |
| Arie Haan               | Milieu    | 1975-1981 | 199  | 35   | 1981-1983 | 65       | 12       |
| Willy Geurts            | Attaquant | 1980-1982 | 54   | 23   | 1982-1983 | 22       | 4        |
| Michel Renquin          | Défenseur | 1981-1982 | 16   | 0    | 1985-1988 | 67       | 0        |
| Alexandre Czerniatynski | Attaquant | 1982-1985 | 87   | 42   | 1985-1989 | 116      | 46       |
| Stéphane Demol          | Défenseur | 1984-1988 | 52   | 6    | 1991-1993 | 56       | 5        |
| Jacky Munaron           | Gardien   | 1974-1989 | 361  | 0    | 1992-1995 | 17       | 0        |
| Patrick Vervoort        | Milieu    | 1987-1990 | 87   | 10   | 1992-1994 | 42       | 4        |
| Peter Maes              | Gardien   | 1990-1995 | 18   | 0    | 1996-1999 | 57       | 0        |
| Olivier Suray           | Défenseur | 1993-1996 | 37   | 2    | 1997-1998 | 17       | 0        |
| Tibor Selymes           | Défenseur | 1996-1999 | 65   | 3    | 1999-2001 | 36       | 1        |
| David Brocken           | Défenseur | 1999-2000 | 9    | 0    | 2000-2002 | 40       | 1        |
| Ole Martin Årst         | Attaquant | 1997-1999 | 36   | 11   | 2000-2003 | 73       | 41       |
| Johan Walem             | Milieu    | 1987-1997 | 180  | 17   | 2001-2003 | 59       | 4        |
| Danny Boffin            | Milieu    | 1991-1997 | 187  | 30   | 2003-2004 | 4        | 0        |
| Gabriel Junior Ngalula  | Milieu    | 2001-2005 | 25   | 1    | 2006-2007 | 1        | 0        |
| Dieumerci Mbokani       | Attaquant | 2006-2007 | 9    | 4    | 2007-2010 | 114      | 47       |
| Luigi Pieroni           | Attaquant | 2008      | 12   | 3    | 2010-2011 | 21       | 2        |
| Mohammed Tchité         | Attaquant | 2006-2007 | 33   | 21   | 2010-2012 | 71       | 35       |
| Jelle Van Damme         | Défenseur | 2006-2010 | 146  | 18   | 2011-2016 | 205      | 22       |
| Jonathan Legear         | Attaquant | 2004-2011 | 129  | 23   | 2015-2017 | 22       | 4        |

| Nom                 | Poste     | Standard  | Standard | Standard | RSCA      | RSCA | RSCA |
| Nom                 | Poste     | Carrière  | Apps     | Buts     | Carrière  | Apps | Buts |
| ------------------- | --------- | --------- | -------- | -------- | --------- | ---- | ---- |
| Paul Van Den Berg   | Milieu    | 1965-1967 | 40       | 5        | 1967-1968 | 14   | 0    |
| Jean Thissen        | Défenseur | 1965-1974 | 233      | 11       | 1974-1979 | 122  | 4    |
| Tony Rombouts       | Défenseur | 1974-1975 | 14       | 0        | 1979-1981 | 26   | 2    |
| Michel Renquin      | Défenseur | 1974-1981 | 224      | 4        | 1981-1982 | 16   | 0    |
| Ivica Mornar        | Attaquant | 1998-2001 | 69       | 23       | 2001-2004 | 59   | 24   |
| Frédéric Pierre     | Milieu    | 1999-2000 | 26       | 5        | 2001      | 6    | 1    |
| Mbo Mpenza          | Attaquant | 1997-1999 | 52       | 20       | 2004-2008 | 86   | 20   |
| Jonathan Legear     | Attaquant | 2002-2003 | 0        | 0        | 2004-2011 | 129  | 23   |
| Mohammed Tchité     | Attaquant | 2003-2006 | 58       | 21       | 2006-2007 | 33   | 21   |
| Milan Jovanović     | Attaquant | 2006-2010 | 142      | 58       | 2011-2013 | 90   | 24   |
| Dieumerci Mbokani   | Attaquant | 2007-2010 | 114      | 47       | 2011-2013 | 69   | 43   |
| Cyriac Gohi Bi Zoro | Attaquant | 2009-2012 | 66       | 18       | 2012-2015 | 74   | 11   |
| Steven Defour       | Milieu    | 2006-2011 | 165      | 15       | 2014-2016 | 85   | 11   |
| Imoh Ezekiel        | Attaquant | 2012-2015 | 104      | 38       | 2015-2016 | 29   | 3    |
| Adrien Trebel       | Milieu    | 2014-2016 | 106      | 10       | 2017-2023 | 127  | 9    |
| Landry Dimata       | Attaquant | 2014-2016 | 0        | 0        | 2018-2021 | 38   | 15   |
| Ivan Santini        | Attaquant | 2015-2016 | 38       | 15       | 2018-2019 | 39   | 16   |

### Entraîneurs passés dans les deux clubs
- Raymond Goethals
- Urbain Braems
- Georg Kessler
- Arie Haan
- René Vandereycken
- Aad de Mos
- Luka Peruzović
- Tomislav Ivic
- Johan Boskamp

## Incidents

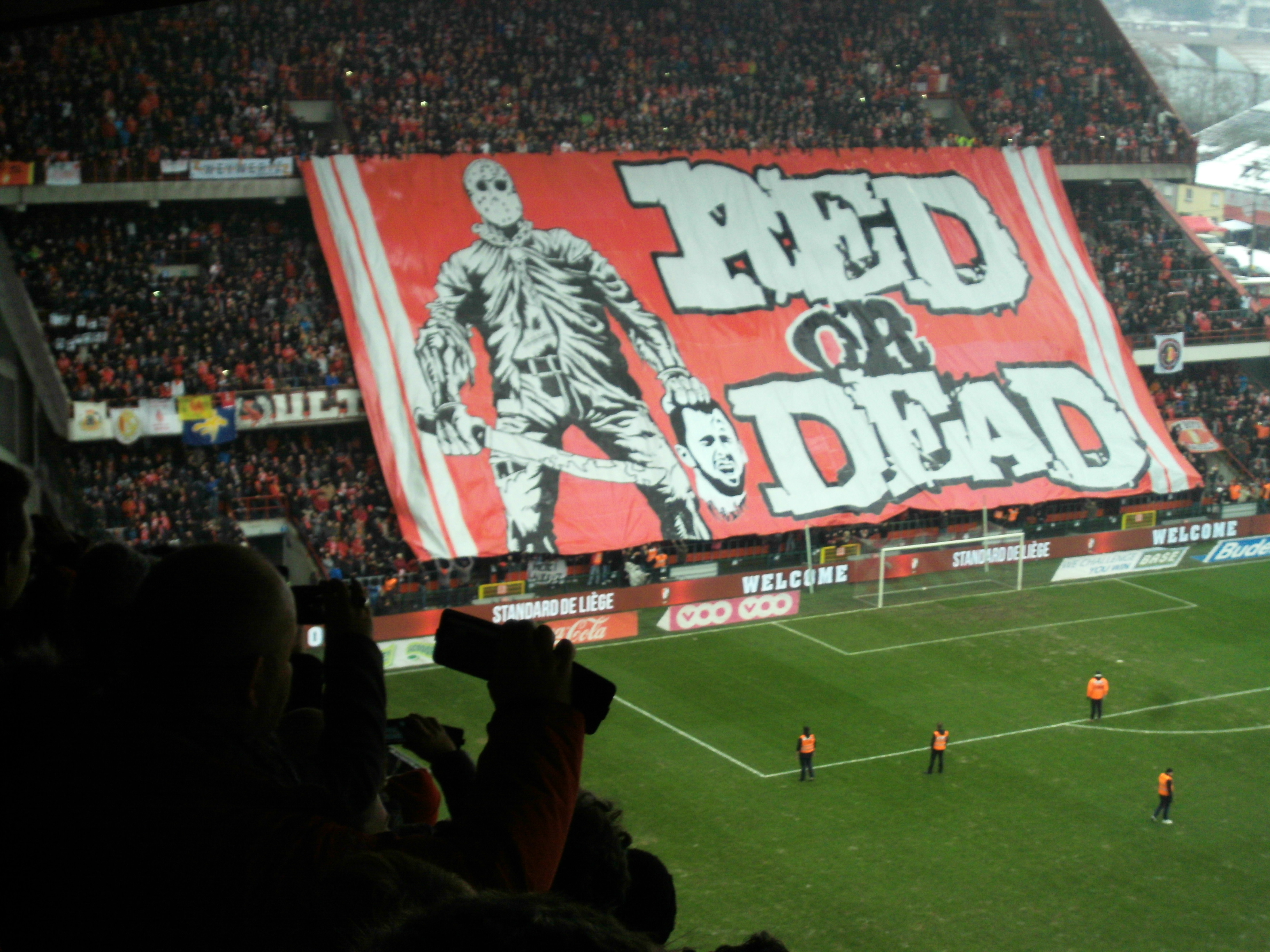
Le tifo contesté lors de la rencontre Standard - Anderlecht du 25/01/2015

- 06/04/1991 : Énorme bagarre sur la pelouse de Sclessin entre le Hell-Side du Standard et le O-Side d'Anderlecht au coup de sifflet final, à la suite de la défaite 1-2 des rouches mais également à la suite des incidents en gare de Schaerbeek lors du match aller. On dénombre 20 à 25 blessés léger et une vingtaine d'arrestations administratives et juridiques[5].
- 30/08/2009: Lors du match opposant le Sporting Anderlecht au Standard de Liège lors de la saison 2009-2010, l'international belge et standardman Axel Witsel commet une faute sur le défenseur polonais Marcin Wasilewski, lui causant une double fracture ouverte du tibia et du péroné droit[11],[12]. Il reçoit un carton rouge et se voit suspendu pendant 8 matchs de championnat[13]. Witsel reconnaîtra sa faute, mais niera avoir voulu blesser le joueur adverse.
- 07/10/2012 : Après une série de quatre matchs sans victoire, le Standard accueille le RSCA. Anderlecht ouvre la marque grâce à Milan Jovanovic : le terrain est alors envahi par des fumigènes alors que des chants anti-Duchatelet retentissent dans les tribunes. Après une interruption du match, le Standard gagne 2 à 1 grâce à Frédéric Bulot[14].
- 22/12/2013 : Affichage par les Publik Hysterik Kaos 04 (PHK 04), lors de la rencontre Standard-Anderlecht, d'un tifo représentant Tony Montana, héros du film Scarface, tirant sur une personne au sang mauve avec une phrase ironique : "Dites bonjour à votre pire ennemi"[15].
- 25/01/2015 : Affichage par les Ultras Inferno, lors de la rencontre Standard-Anderlecht, d'un tifo représentant Steven Defour décapité par un personnage des films Vendredi 13, avec la légende "Red or Dead" ("Rouge ou mort"). L'action a été réalisée à l'insu des dirigeants du club, qui évoquent des sanctions possibles[16],[17]. L'action coïncide notamment avec la décapitation la veille d'un ressortissant japonais par l'État islamique, alors que le Standard compte deux joueurs nippons, largement suivis par la presse japonaise[18]. À la suite des polémiques suscitées, les responsables de la confection du tifo indiquent que l'ouvrage a été envisagé dès novembre 2014, impliquant que « c’est l’actualité qui nous a rattrapés et non l’inverse »[19].
- 12/04/2019 : le match des play-off Standard-Anderlecht est arrêté à la 32e minute de jeu après l'exclusion d'un anderlechtois puis le deuxième but du Standard, à la suite de jets de fumigènes provenant des supporters visiteurs[20]. Le Standard remporte le match par forfait 5-0.
- 23/10/2022 : l'histoire se répète : comme en 2019, le classico est interrompu par des jets de fumigènes et de pétards anderlechtois après 63 minutes de jeu alors que les Rouches menaient 3-1. Sur le tapis vert, les Liégeois l'emportent sur le score de forfait de 5-0.
- 7/12/2023 : un groupe de supporters liégeois, les Ultras Inferno 96, a dérobé une partie du tifo appartenant aux groupes anderlechtois des South Leaders et destiné au prochain classico du soir-même et a posté sur les réseaux leur prise par une photo de cette partie de tifo devant le stade de Sclessin[21].

## Classique féminin
Les sections féminines d'Anderlecht et du Standard se disputent également le Clasico. Les deux formations sont parmi les plus titrées de l'histoire du football féminin belge.

### Histoire
La rencontre, même si elle se joue devant un nombre de spectateurs bien moindre que chez les hommes, est parfois tout de même le théâtre de tensions entre supporters. Le 16 novembre 2018, le match entre les deux équipes doit être arrêté après une bagarre entre supporters rivaux.
Le 14 mai 2022, Anderlecht domine le Standard en finale de Coupe de Belgique 3-0 et s'adjuge un onzième titre dans la compétition. Le derby voit de nouvelles échauffourées, cette fois entre supporters et policiers. La saison suivante, les Liégeoises prennent leur revanche en éliminant les Violettes dès les huitièmes de finale 1-0.

### Palmarès
| Équipe            | Championnat de Belgique | BeNe Ligue | Coupe de Belgique                                                     | Supercoupe de Belgique                       | BeNe Supercup  |
| ----------------- | --- | ---------- | --------------------------------------------------------------------- | -------------------------------------------- | -------------- |
| RSC Anderlecht    | 10 (1987, 1995, 1997, 1998, 2018, 2019, 2020, 2021, 2022, 2023)                                                             | 0          | 11 (1984, 1985, 1987, 1991, 1994, 1996, 1998, 1999, 2005, 2013, 2022) | 3 (1995, 1996, 1997)                         | 1 (2020)       |
| Standard de Liège | 20 (1974, 1976, 1977, 1978, 1982, 1984, 1985, 1986, 1990, 1991, 1992, 1994, 2009, 2011, 2012, 2013, 2014, 2015, 2016, 2017) | 1 (2015)   | 10 (1986, 1989, 1990, 1995, 2006, 2012, 2014, 2018, 2023, 2025)       | 7 (1984, 1986, 1989, 1994, 2009, 2011, 2012) | 2 (2011, 2012) |

### Bilan statistique
Depuis 2018, Anderlecht a pris le dessus sportivement sur le Standard. Depuis 2016, les Violettes ont remporté 21 des 30 rencontres entre les deux équipes contre seulement 6 pour les Rouches.